# Oneirophanta conservata
Oneirophanta conservata is een zeekomkommer uit de familie Deimatidae.
De wetenschappelijke naam van de soort werd in 1905 gepubliceerd door René Koehler & Clément Vaney.